# Zenatina victoriae
Zenatina victoriae is een tweekleppigensoort uit de familie van de Mactridae. De wetenschappelijke naam van de soort is voor het eerst geldig gepubliceerd in 1903 door Pritchard & Gatliff.